# جانی داوه
جانی داوه (انگلیسی: Johnny Dauwe; ۳۱ مهٔ ۱۹۶۶ – ۲۵ ژوئن ۲۰۰۳) دوچرخه‌سوار اهل بلژیک بود.